# Predel, Šmarje pri Jelšah
Predel je naselje v Občini Šmarje pri Jelšah.